# یورت‌سون کارداشلر
یورت‌سون کارداشلر (فارسی: برادران یورت‌سون، ترکی استانبولی: YK —  Yurtseven Kardeşler) نام یک گروه موسیقی پاپ ترکی که متشکل از اعضای یک خانواده ۵ نفری با نام‌های حسن، حسین، مصطفی، اسماعیل و تک خواهرشان به نام زینب می‌باشند که در آلمان زاده شده‌اند و از ترک‌های آلمان به‌شمار می‌روند. آغاز مشهور شدن این گروه موسیقی در سال ۱۹۸۸ با اجرای برنامه در شبکه تلویزیونی زد د اف آغاز شد.
معروف‌ترین عضو این گروه موسیقی اسماعیل YK می‌باشد. که توانست در زمینه فردی بهتر از سایر اعضای گروه عمل نماید. از جمله آلبوم‌های موفقیت‌آمیز این گروه می‌توان به (ترکی استانبولی: Bir Tek Sen / Barış Olsun) در سال ۱۹۹۸، (ترکی استانبولی: Toprak) در سال ۲۰۰۰ و (ترکی استانبولی: De Bana / Of Anam Of) در سال ۲۰۰۱ اشاره کرد. گروه موسیقی یورت‌سون کارداشلر در سال ۲۰۰۴ میلادی، در موزیک اروپا با آلبوم (ترکی استانبولی: Şimdi Halay Zamanı) و آلبوم (ترکی استانبولی: Seni Hiç Aşık Oldun Mu?) در سال ۲۰۰۷ در ترکیه توانستند موفقیت‌های بزرگی را کسب نمایند